# Maas-Schelde-Kanal
Der Maas-Schelde-Kanal, auch Kanaal Bocholt-Herentals oder Kempener Kanal verbindet den Albertkanal bei Herentals mit der Zuid-Willemsvaart beim  belgischen Bocholt. 1846 wurde er nach dreijähriger Bauzeit eröffnet. Er verband das Lütticher Industriegebiet ohne Grenzübertritt mit dem Antwerpener Hafen und erlaubte die Bewässerung des trockenen Kempen. Westlich von Lommel zweigt der Kanaal naar Beverlo ab, ein Stichkanal zur Erschließung des Truppenübungsplatzes Kamp van Beverlo, der in der Garnisonsstadt Leopoldsburg endet.
Seine Rolle war bedeutend genug, dass aus seiner Dimensionierung die Binnenschiffsklasse des Kempenaars abgeleitet wurde.
1928 wurde der Kanal erweitert, wobei Schieferkohlelager entdeckt wurden, die im Zweiten Weltkrieg genutzt wurden; mit der Eröffnung des Albertkanals 1940, der eine kürzere Verbindung Lüttichs mit Antwerpen erlaubte, verlor er an Rang. 1944 war er ein wichtiger Anhaltspunkt für die alliierte Operation Garden.

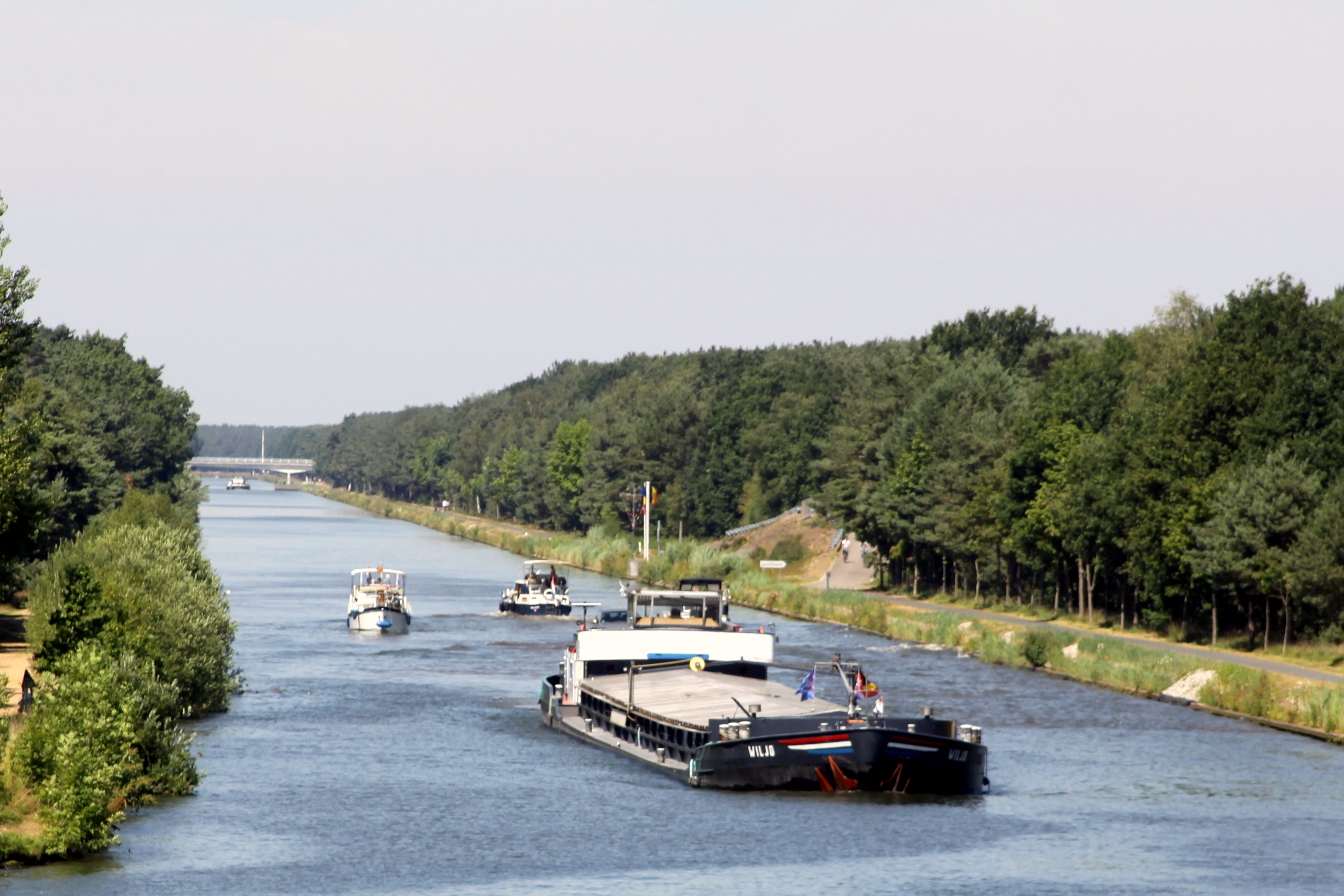
Schiff Richtung Herentals bei Lommel
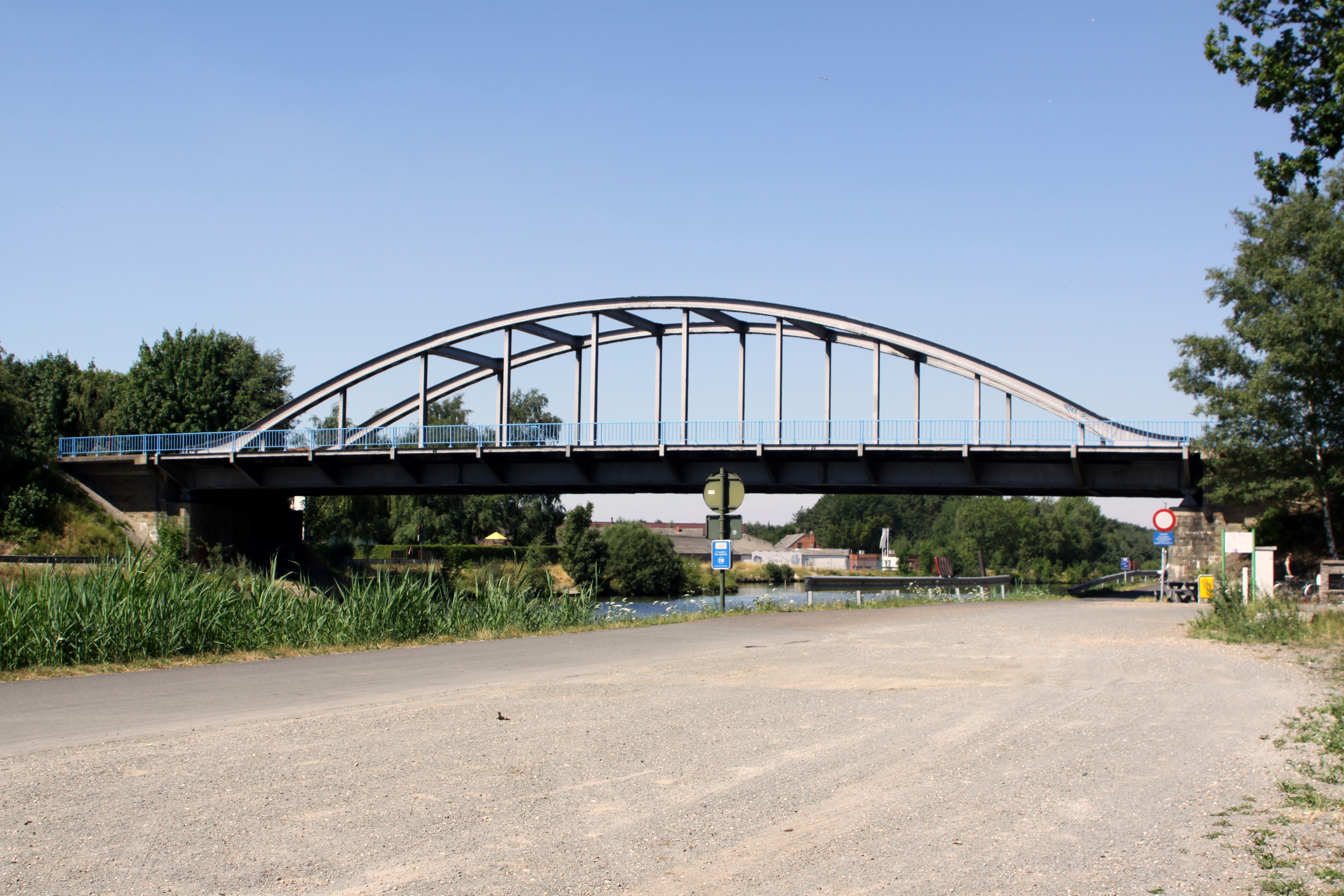
Joe’s Bridge
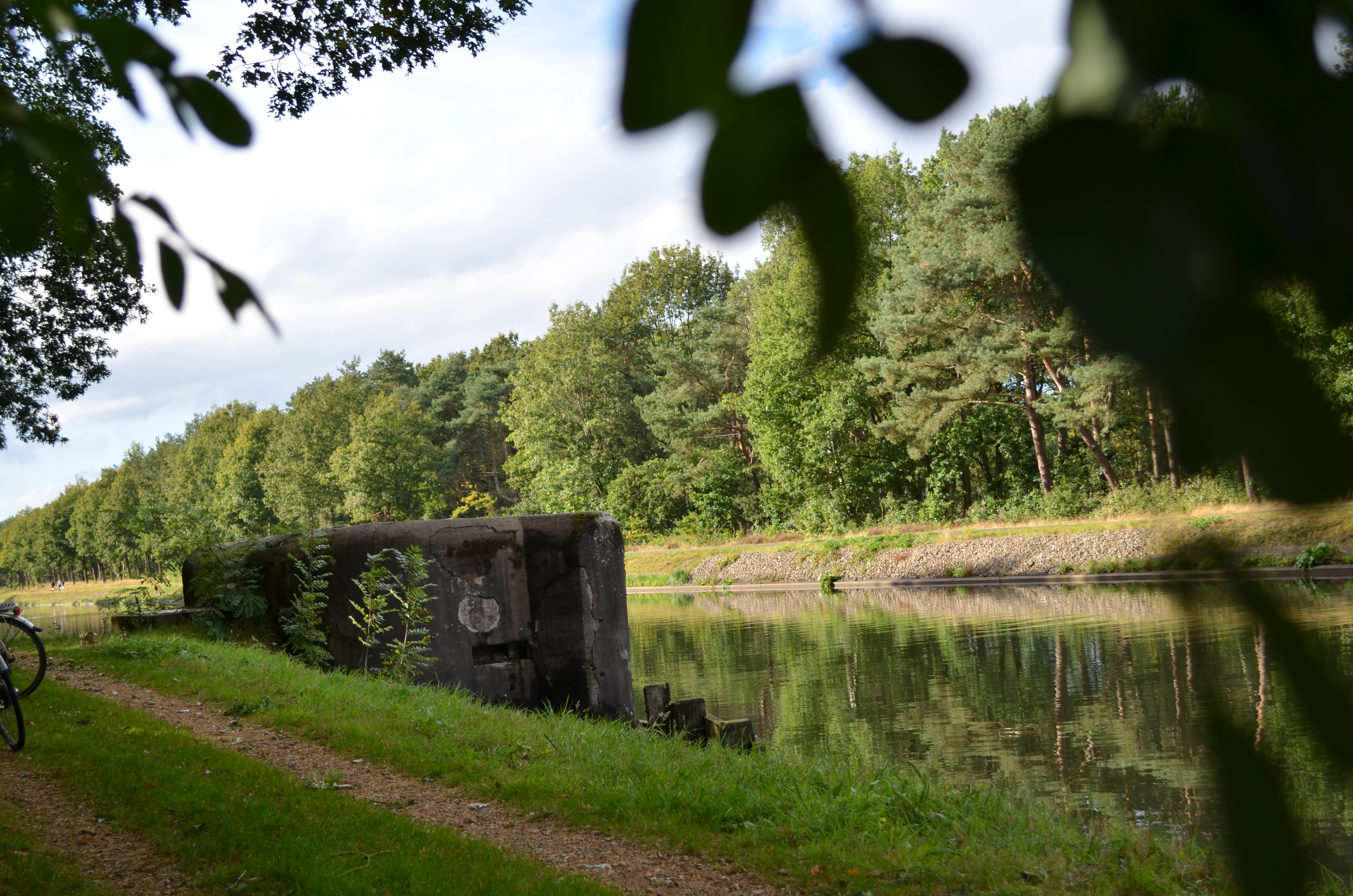
Bunker am Kanal